# Highland Mills
Highland Mills est une census-designated place du comté d'Orange, dans l'État de New York, aux États-Unis,. En 2000, elle compte une population de 3 445 habitants.